# Pseudobulbe

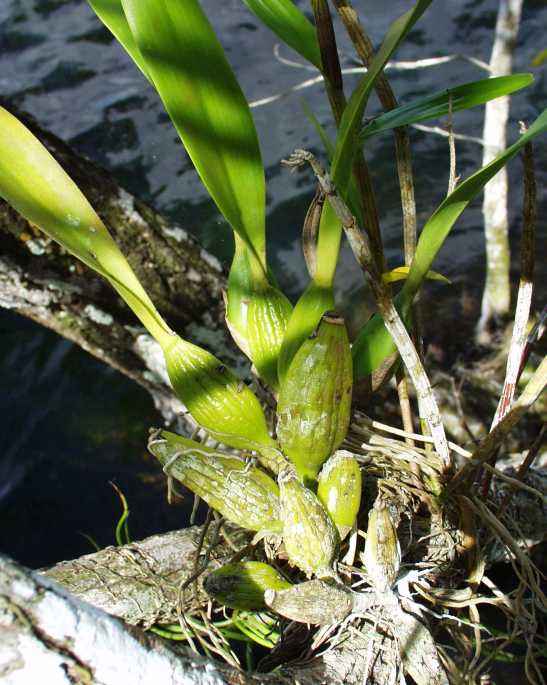
Pseudobulbes d’Encyclia chimborazoensis.

Chez les orchidées, le pseudobulbe est une tige modifiée qui est alors très charnue.
De formes diverses, les pseudobulbes sont généralement globulaires ou ovoïdes, parfois comprimés latéralement. Ils peuvent être aussi cylindriques et allongés, parfois sur plusieurs mètres selon les espèces.
Ces tiges modifiées permettent entre autres à la plante de conserver de l'eau pour survivre à des périodes de sécheresse plus ou moins longues. Les nouvelles pousses se développent également aux dépens de ces réserves. Il est aussi possible que ces tiges modifiées permettent à la plante de résister au froid, car la plupart des orchidées qui en possèdent croissent dans un climat souvent plus frais, généralement dans les forêts de montagnes : Andes, Himalaya.
Ces pseudobulbes sont très variés, comme on peut le voir sur l'illustration ci-dessous :

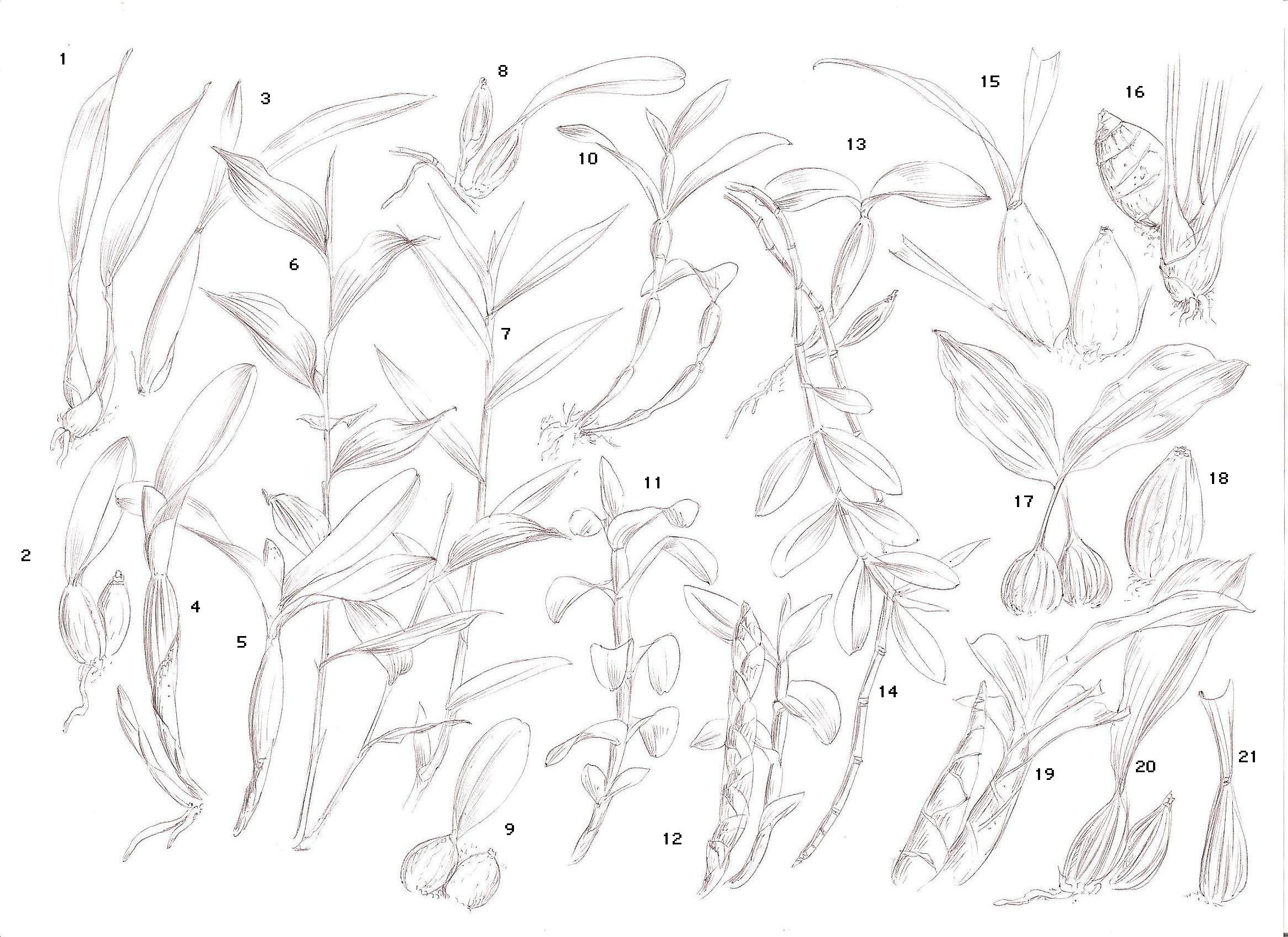
Divers types de pseudobulbes d'orchidées : 1-2 Laelia, 3 - Ada, 4-5 Cattleya, 6 - Sobralia, 7 - Thunia, 8 - Bulbophyllum, 9 - Cirrhopetalum, 10-11-12-13-14 Dendrobium, 15 - Oncidium, 16 - Cymbidium, 17 - Stanhopea, 18 - Lycaste, 19 - Catasetum, 20 - Gongora, 21 - Coryanthes.

- Laelia : Ce genre possède une grande variabilité dans la forme de ses pseudobulbes: ovoïdes, piriformes (en forme de poire), cylindriques.
- Ada : Pseudobulbes cylindriques aux extrémités arrondies.
- Cattleya : En forme de "massue", plus ou moins charnu, avec une feuille (unifolié), ou 2-3 feuilles (bifolié)
- Sobralia : Pseudobulbe particulièrement grêle et allongé ; floraison portée à l'extrémité de cette "tige" érigée
- Thunia : Comme Sobralia, pseudobulbe peu charnu, portant des feuilles alternes, sur toute sa hauteur.
- Bulbophyllum : Malgré la grande diversité du genre (près de 2000 espèces) les pseudobulbes sont le plus souvent ovoïdes ou sphériques, et relativement petits par rapport aux feuilles.
- Cirrhopetalum : De même que pour les Bulbophyllum, les pseudobulbes sont petits et ovoïdes.
- Dendrobium : Très grande variabilité, même s'ils restent plus généralement cylindriques. Il existe aussi des pseudobulbes formant des renflements.
- Oncidium : Grands pseudobulbes ovoïdes et comprimés latéralement. Cette forme est également celle des genres Odontoglossum, Miltonia, Brassia.
- Cymbidium : Les jeunes pseudobulbes sont recouverts par les feuilles, imbriquées ; lorsqu'elles tombent les pseudobulbes apparaissent, ovoïdes et sillonnés.
- Stanhopea : Pseudobulbes piriformes, fortement sillonnés, en hauteur.
- Lycaste : Pseudobulbes ovoïdes légèrement sillonnés, et de grande taille par rapport à l'inflorescence. Les Anguloa possèdent les mêmes.
- Catasetum : Pseudobulbes charnus et cylindriques, à l'extrémité conique, portant les feuilles qui tombent par la suite.
- Gongora : Ovoïdes et très sillonnés
- Coryanthes : Ovoïdes, allongés, presque coniques, et très fortement sillonnés.

Parmi les espèces qui en possèdent, et qui sont répandues en culture on trouve :
- Cymbidium
- Cambria
- Odontoglossum
- Oncidium
- Dendrobium
- Cattleya